# Colocongers
Colocongers (Colocongridae) zijn een familie van straalvinnige vissen uit de orde van Palingachtigen (Anguilliformes).